# Bandar bin Sultan Al Sa'ud
Bandar bin Sulṭān Āl Saʿūd (in arabo الأمير بندر بن سلطان بن عبدالعزيز آل سعود‎?; Ta'if, 2 marzo 1949) è un principe, diplomatico e politico saudita, membro della famiglia reale Āl Saʿūd.

## Primi anni di vita
Il principe Bandar è nato a Ta'if il 2 marzo 1949 ed era figlio del principe Sultan. Secondo alcune fonti occidentali, la sua effettiva data di nascita è successiva a quella indicata, in quanto la avrebbe alterata (in modo da aumentare la sua età), per entrare nella Regia aeronautica militare saudita quando era ancora adolescente.
La madre di Bandar, Khiziran, era una cittadina comune originaria della Provincia di Asir, e concubina di suo padre. Entrambi i genitori erano molto giovani al momento della nascita di Bandar; infatti, Khiziran aveva appena sedici anni, e lavorava come cameriera nel palazzo quando ha incontrato il principe per la prima volta. La famiglia reale ha fornito a Khiziran una generosa pensione mensile dopo la nascita di Bandar, ma la ha invitata a trasferirsi con il suo bambino presso la propria famiglia di origine. Bandar ha quindi trascorso i suoi primi anni in un ambiente non-reale, vivendo con la madre e la zia, e avendo pochi contatti con il padre fino all'età di otto anni. A questo punto, la famiglia reale ha ceduto e ha invitato Khiziran a trasferirsi a vivere con Bandar nel palazzo della madre del principe Sultan, Hassa bint Ahmad al-Sudayri, una figura potente essendo la madre dei sette fratelli Sudairi.

## Formazione
Bandar si è diplomato al Royal Air Force College di Cranwell nel 1968. Ha ricevuto una formazione complementare presso la Maxwell Air Force Base e l'Industrial College of the Armed Forces. È un pilota esperto e ha volato con numerosi aerei da combattimento. La carriera militare di Bandar è terminata nel 1977, quando dopo essersi schiantato con un jet, ha subito un grave infortunio alla schiena. In seguito, ha conseguito un master in politiche pubbliche internazionali presso la Paul H. Nitze School of Advanced International Studies dell'Università Johns Hopkins.

## Carriera iniziale

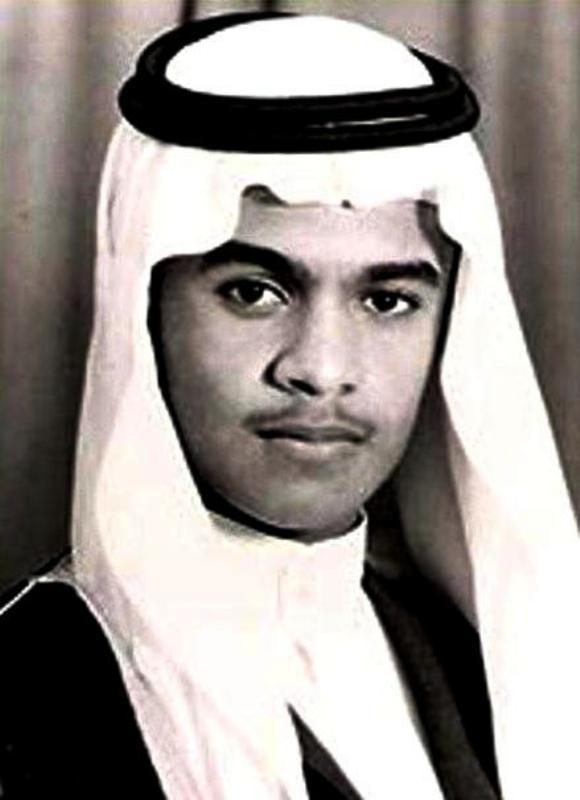
Il principe in gioventù.

Si è congedato dall'aeronautica militare saudita con il grado di tenente colonnello. La sua carriera diplomatica è iniziata nel 1978, quando è stato nominato inviato personale del re. Ha incitato con successo il Congresso degli Stati Uniti ad approvare la vendita di alcuni F-15 all'Arabia Saudita. Nello Studio Ovale, il presidente Jimmy Carter gli disse di cercare di ottenere il sostegno dell'allora governatore della California Ronald Reagan. Lo ha fatto, e in cambio Carter ha ottenuto, anche grazie al principe, il sostegno del senatore democratico del Dakota del Sud James Abourezk per il trattato del Canale di Panama. Re Fahd lo ha nominato suo emissario presso il presidente Carter e gli ha concesso il permesso di agire indipendentemente dall'ambasciatore saudita negli Stati Uniti.
Nel 1982, re Fahd lo ha nominato addetto militare presso l'ambasciata saudita, una mossa che avrebbe potuto essere l'apice di una rapida carriera diplomatica. Tuttavia, nel 1983, Fahd lo ha promosso ambasciatore saudita negli Stati Uniti.

## Ambasciatore negli Stati Uniti (1983-2005)
Il 24 ottobre 1983 è stato nominato ambasciatore negli Stati Uniti. Durante il suo incarico e, prima ancora, come inviato personale del re a Washington, si è relazionato con cinque presidenti, dieci segretari di stato, undici consiglieri per la sicurezza nazionale e sedici sessioni del Congresso. Ha avuto vasta influenza nella politica degli Stati Uniti. Al culmine della sua carriera, è stato definito "messaggero esclusivo del re e fattorino della Casa Bianca". Per oltre tre decenni, è stato il volto della monarchia saudita nel paese. Gli Stati Uniti sono fra i più importanti alleati dell'Arabia Saudita, anche se diversi membri della famiglia reale nutrono una miscela di sospetto e fiducia nei confronti dell'alleato americano. Le relazioni intime del principe Bandar con i leader politici sono considerate sia la sua fonte di potere nel regno, sia la causa dei sospetti all'interno della famiglia reale che lo vedono troppo vicino alle figure politiche.

### Presidenza Reagan
Durante la presidenza Reagan, si è assicurato che l'acquisto di aerei Awacs andasse a buon fine nonostante la forte opposizione del comitato dell'American Israel Public Affairs. Dopo che gli Stati Uniti hanno rifiutato un ordine di armi, il regno ha organizzato la consegna di missili a testata nucleare a medio raggio di produzione cinese. Questo infastidì la CIA e il Dipartimento di Stato degli Stati Uniti. In questo periodo è stato coinvolto nello scandalo Irangate. Tramite Bandar, il governo saudita ha finanziato con 32 milioni di dollari i Contras del Nicaragua. Nancy Reagan lo ha accusato di aver trasmesso messaggi al Governo.

### Presidenze Bush

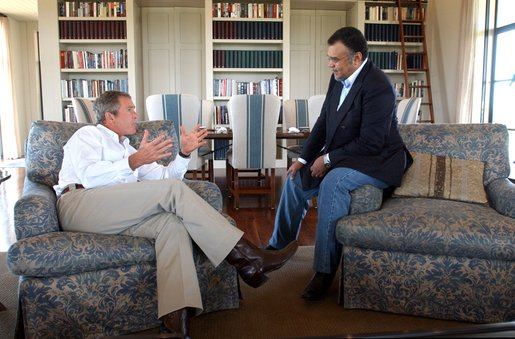
Il principe Bandar con George W. Bush nel 2002.

Bandar ha coltivato stretti rapporti con i vari presidenti americani, in particolare George H. W. Bush e con il di lui figlio George W. Bush, quest'ultimo gli ha dato il soprannome affettuoso e controverso di "Bandar Bush". Il suo particolarmente stretto rapporto con la famiglia Bush è stato evidenziato nel documentario di Michael Moore Fahrenheit 9/11. È stato riferito che era così vicino al presidente George H. W. Bush che è stato spesso descritto come un membro della famiglia dell'ex presidente. Ha sostenuto il rovesciamento del regime di Saddam Hussein nel marzo 2003, incoraggiando l'azione militare contro l'Iraq e sostenendo Dick Cheney nella proposta dell'ordine del giorno "Il Nuovo Medio Oriente", in cui si chiedevano nuovi programmi a favore della democrazia in Siria e Iran. Inoltre, i figli del principe Bandar hanno frequentato la stessa scuola dei nipoti di Cheney.

### Presidenza Clinton
Clinton, come governatore dell'Arkansas, gli aveva chiesto di contribuire a pagare il Centro per gli Studi del Medio Oriente dell'Università dell'Arkansas. Nel 1990, ha convinto il leader libico Muʿammar Gheddafi ad estradare i due sospetti attentatori del Volo Pan Am 103. Ha descritto privatamente Gheddafi come "un Jerry Lewis che cerca di essere un Churchill".

### Dimissioni
Il 26 giugno 2005, Bandar ha presentato le sue dimissioni da ambasciatore negli Stati Uniti per motivi personali. La data di fine ufficiale del suo mandato è stata l'8 settembre 2005. Il principe era però già tornato in patria poche settimane prima della morte di re Fahd, dopo la quale suo padre Sultan, è diventato principe ereditario. Si diceva che il ritorno di Bandar fosse stato programmato al fine di garantirgli una posizione nel nuovo governo.
Come ambasciatore gli è succeduto il principe Turki bin Faysal. Tuttavia, anche dopo aver lasciato la carica di ambasciatore, Bandar ha continuato a mantenere relazioni forti all'interno dell'amministrazione Bush e della Casa Bianca, anche dopo che il principe Turki ha assunto la carica. Turki è rimasto ambasciatore per soli 18 mesi.

## Segretario Generale del Consiglio della Sicurezza Nazionale (2005-2015)
Nell'ottobre 2005, re Abd Allah ha nominato Bandar bin Sultan come segretario generale del neonato Consiglio della Sicurezza Nazionale.
A metà novembre 2005, ha visitato Damasco dove ha incontrato il presidente Bashar al-Assad. L'anno successivo ha segretamente incontrato alcuni funzionari degli Stati Uniti. Seymore Hersh ha riferito nel 2007 nel periodico The New Yorker che il principe ha continuato ad incontrarsi privatamente sia con il presidente George W. Bush che con il suo vice Dick Cheney. A quel tempo Hersh ha descritto Bandar come un architetto chiave della politica di Bush in Iraq e nel Medio Oriente.
Il 25 gennaio 2007, il governo saudita ha inviato il principe Bandar in Iran per discutere della crisi in Libano. Il Regno ha condotto anche alcuni colloqui con i leader degli Hezbollah, che erano stati invitati al pellegrinaggio annuale a La Mecca.

Il mandato di segretario generale è stato rinnovato per quattro anni il 3 settembre 2009 e si è concluso il 29 gennaio 2015 con la soppressione dell'ufficio.

### Voci circa la scomparsa
Dopo che il sovrano ha rinnovato l'incarico di Bandar nel Consiglio della Sicurezza Nazionale, nel settembre 2009, Bandar non ha fatto l'abituale dimostrazione pubblica di fedeltà al monarca. Questa evidente mancanza è stata seguita da altre: da appassionato fan dei Dallas Cowboys, era solito apparire accanto al loro proprietario Jerry Jones in occasione dell'esordio in casa, nell'AT&T Stadium. Nell'ottobre del 2009, non faceva parte della delegazione che ha accompagnato re Abd Allah in una visita a Damasco. Ha destato maggior sorpresa, nel dicembre dello stesso anno, la sua assenza al momento del ritorno del padre Sultan dal periodo di convalescenza e riposo trascorso in Marocco. Dopo tale evento, i giornalisti hanno cominciato a nutrire sospetti circa la presunta scomparsa di Bandar, notando che la sua ultima apparizione in pubblico era stata con il sovrano a Gedda il 10 dicembre 2008.
Hugh Miles del periodico London Review of Books ha riferito circa presunte voci che volevano il principe Bandar in fase di trattamento medico presso il Johns Hopkins Hospital di Baltimora. Il suo avvocato ha smentito queste voci, non avendo il principe un portavoce ufficiale.
Il blog mediorientale di Le Figaro ha riferito che Bandar era stato in cura in un ospedale francese e che era convalescente in Marocco.
L'iraniana Press TV ha riferito che Bandar era agli arresti domiciliari dopo un tentativo di colpo di stato. Fonti dell'opposizione saudita hanno affermato che era detenuto nel carcere di Dhaban. Alcune voci hanno sostenuto che il presunto golpe era stato favorito dai servizi segreti russi, ipotesi avvalorata dai frequenti viaggi che il principe effettuava a Mosca, ufficialmente per discutere sulla questione iraniana.
Nell'ottobre 2010, l'analista del Medio Oriente Simon Henderson ha segnalato che il principe Bandar aveva fatto la sua prima apparizione pubblica in quasi due anni. Citando i media sauditi ufficiali, Henderson ha riferito che Bandar era stato accolto all'aeroporto da un "gotha di personaggi politici sauditi". Henderson ha osservato che nessuna spiegazione è stata data circa la sorte del principe nei due anni precedenti, l'unica informazione diffusa riportava che tornava dall'estero. Henderson e altri analisti hanno visto questo come un segno di riabilitazione di Bandar nelle politiche attive del regno.
In quello che è stato percepito come un ritorno alla ribalta, nel marzo 2011, Bandar è stato inviato in Pakistan, India, Malaysia e Cina per raccogliere consensi all'intervento militare dell'Arabia Saudita in Bahrein. Nel mese di aprile 2011, Bandar era presente all'incontro tra il Segretario della Difesa statunitense Robert Gates e re Abd Allah e in una visita a parte con il Consigliere per la sicurezza nazionale Tom Donilon.
Un notevole obbiettivo raggiunto nella visita del marzo 2011 a Islamabad è stato quello di aver aumentato la collaborazione con l'Esercito Pakistano. Il Pakistan ha approvato rapidamente la proposta. La sua visita in Cina svoltasi nello stesso periodo ha comportato la firma di lucrosi contratti in cambio di sostegno politico. Questo è avvenuto grazie al fatto che la Cina non era sostenitrice della primavera araba ed è avida del petrolio saudita e degli investimenti provenienti dal regno. Bandar ha segretamente negoziato il primo grande affare di armi tra il regno e il gigante asiatico. In patria, Bandar è considerata la persona più esperta circa i rapporti con la Cina.

## Direttore Generale dell'Intelligence (2012-2014)
Bandar bin Sultan è stato nominato direttore generale dell'Agenzia dei servizi segreti sauditi il 19 luglio 2012 in sostituzione del principe Muqrin bin 'Abd al-'Aziz Al Sa'ud. Anche se non è stata fornita alcuna ragione ufficiale per giustificare tale sostituzione, questa è avvenuta dopo le crescenti tensioni tra sunniti e sciiti nella Provincia Orientale del regno. È stata anche considerata una mossa dell'Arabia Saudita per attuare una politica estera più aggressiva alla luce delle sfide regionali che provengono da Iran e Siria. Il principe Bandar fa parte anche del Servizio Militare Consiglio.
Il principe Bandar ha organizzato la visita di Manaf Tlass, che ha disertato dalla Siria il 6 luglio 2012, in Arabia Saudita l'ultima settimana di luglio 2012.
Nel 2013 il principe Bandar ha detto che i sauditi avrebbero dovuto allontanarsi dagli Stati Uniti per quanto concerne la politica siriana e iraniana.
Secondo una serie di articoli, il principe Bandar, ha affrontato Vladimir Putin, nel tentativo di superare lo stallo sulla Siria. In caso di mancanza di un accordo avrebbe minacciato la sicurezza dei XXII Giochi olimpici invernali di Soči del 2014. Infatti, avrebbe affermato: "Posso darvi una garanzia per proteggere le Olimpiadi invernali del prossimo anno. I gruppi ceceni che minacciano la sicurezza dei giochi sono controllati da noi". Putin ha poi respinto la proposta furiosamente dicendo "sappiamo che avete sostenuto i gruppi terroristici ceceni per un decennio. E che il sostegno di cui avete francamente parlato poco fa, è del tutto incompatibile con gli obiettivi comuni della lotta al terrorismo globale, che lei ha citato."
A Bandar era stato affidato il compito di gestire la politica saudita nella guerra civile siriana, ma è stato sostituito nei primi mesi del 2014 dal ministro dell'interno Muḥammad bin Nāyef Āl Saʿūd. Bandar ha assunto un tono conflittuale con gli Stati Uniti ed è stato privatamente definito un "problema" dal segretario di Stato statunitense John Kerry. Tuttavia, secondo alcune fonti le ragioni della sostituzione stanno nel fatto che Bandar era ancora alle prese con problemi di salute derivanti dall'incidente aereo del 1977.
Il Primo ministro iracheno Nouri al-Maliki ha riferito che in segreto si lamentava del sostegno saudita ai gruppi militanti.

### Voci riguardo ad un tentativo di assassinio
Nel mese di luglio 2012, voci circa un presunto tentativo di assassinio sono stati riportate dall'organizzazione Voltaire Network e dal sito israeliano Debka e poi pubblicate su Press TV e Tehran Times. Questa notizia è stata smentita da Arab News e dal giornalista David Ignatius.
Nel mese di agosto 2013, il Wall Street Journal ha riferito che Bandar era stato chiamato a guidare gli sforzi dell'Arabia Saudita per rovesciare il presidente siriano Bashar al-Assad e che la CIA considerava questo come un segno di quanto sia cruciale per l'Arabia Saudita questo obiettivo. Il Journal ha riferito che a fine 2012 l'intelligence saudita, sotto la direzione di Bandar, ha cominciato a sostenere con forza l'ipotesi che governo di Assad stava usando armi chimiche.

### Dimissioni
Il 15 aprile 2014 il principe Bandar bin Sultan è stato rimosso dall'incarico su sua richiesta, secondo l'annuncio dei media statali sauditi. È rimasto segretario generale del Consiglio della sicurezza nazionale fino a quando questo è stato abolito nel gennaio 2015.

## Controversie

### Guerra in Iraq
Nel libro Plan of Attack del giornalista Bob Woodward si sostiene che il presidente George W. Bush lo ha informato della decisione di invadere l'Iraq prima del Segretario di Stato Colin Powell.

### Affare Al-Yamamah
Il principe Bandar, nel 1985, ha contribuito a negoziare l'affare Al-Yamamah, una serie di massicce vendite di armi da parte del Regno Unito all'Arabia Saudita per un valore di oltre 40 miliardi di sterline (80 miliardi di dollari), compresa la vendita di più di cento aerei da guerra. Dopo che è stato firmato l'accordo, il fabbricante di armi britannico British Aerospace (oggi BAE Systems) avrebbe incanalato pagamenti segreti per almeno un miliardo di sterline (2 miliardi di dollari) in due conti dell'ambasciata saudita a Washington, in rate annuali per un valore di 120 milioni di sterline (240 di dollari) per almeno 10 anni. Egli avrebbe ricevuto il denaro per uso personale fuori dai due conti, in quanto lo scopo di uno dei conti era quello di pagare le spese di funzionamento del suo Airbus A340 privato. Secondo gli inquirenti, non vi era "alcuna distinzione tra i conti dell'ambasciata, i conti ufficiali del governo [...], e i conti della famiglia reale." I pagamenti sono stati scoperti nel corso di un'indagine del Serious Fraud Office britannico, avviata nel dicembre 2006 dal procuratore generale Lord Goldsmith. Nel 2009, ha assunto Louis Freeh come suo rappresentante legale per l'affare Al-Yamamah.

### Guerra in Siria
Nell'estate del 2013, dopo che i funzionari di Stati Uniti, Regno Unito e Francia hanno accusato il regime siriano di Assad di usare armi chimiche contro i suoi avversari, la Siria, la Russia e l'Iran, hanno ribattuto che le armi chimiche erano state utilizzate dai ribelli siriani stessi in un attacco progettato per portare alla condanna internazionale del governo siriano.
Il principe Bandar è diventato il centro di queste accuse, in particolare, secondo le dichiarazioni della testata giornalistica americana Mint Press News.
I media iraniani hanno affermato che le armi chimiche erano state trasferite in Siria per ordine del principe Bandar.

## Vita personale
Nel 1972, ha sposato Haifa bint Faysal Al Sa'ud, dalla quale ha avuto otto figli, quattro maschi e quattro femmine. I più giovani (Hassa e Abd al-Aziz) hanno frequentato la Potomac School di McLean (Virginia), vivendo nella città dal 2001 al 2005. Sua figlia Reema, ex moglie del principe Faysal bin Turki bin Nasser, ha organizzato il più grande evento del mondo del nastro rosa per aumentare la consapevolezza sul cancro al seno in Arabia Saudita. Suo figlio Khalid è un imprenditore ed è sposato con Lucy Cuthbert, nipote di Ralph Percy, XII duca di Northumberland.

## Salute
Conosciuto per l'abitudine di fumare il sigaro, di solito indossa abiti europei, e gli piace colloquiare di storia americana. A Washington, partecipava ad eventi mondani e beveva molto. Ha smesso di bere dopo un grave lutto famigliare. A metà degli anni '90, ha sofferto di depressione. Dal 2010 è stato diverse volte all'estero per cure mediche.

## Opinioni
Egli stesso si considera un conservatore hamiltoniano. Prima della elezioni presidenziali negli Stati Uniti d'America del 2000, ha invitato George H. W. Bush a cacciare il fagiano nella sua tenuta inglese in una "riunione di Desert Storm". Dopo gli attentati dell'11 settembre 2001, in un'intervista al New York Times, ha dichiarato: "Bin Laden veniva da noi, in Arabia Saudita quando l'America attraverso la CIA, aiutava i nostri fratelli mujaheddin in Afghanistan, nella lotta contro le forze armate sovietiche. Osama bin Laden è venuto e ha detto grazie. Grazie per aver convinto gli americani ad aiutarci."
Bandar ha sostenuto che alcuni ricercatori "solo per aver imparato a parlare qualche parola di arabo si dicono esperti circa gli affari del mio paese". Nel 2007, ha proposto che il suo paese dovesse avere maggiori contatti con Israele, perché considerava l'Iran come una minaccia più grave di Israele.

## Proprietà
Il principe viaggia spesso con il suo Airbus A340 privato ed è proprietario della tenuta di Glympton Park, nell'Oxfordshire.
Il principe possedeva una residenza con 32 camere ad Aspen, in Colorado. Ha comprato il terreno nel 1989 e costruito la residenza nel 1991. Il 12 luglio 2006, è stato riferito che il principe Bandar stava cercando di vendere la sua villa di 5200 metri quadrati per 135 milioni di dollari. La sua sontuosa casa delle vacanze, chiamata Hala Ranch, più grande della Casa Bianca, è arroccata su una montagna di 380 000 metri quadrati, e comprende 15 camere da letto e 16 bagni dotati di accessori d'oro 24 carati. Nel dicembre 2006, il palazzo è stato ancora messo in vendita per 135 milioni di dollari. Nel dicembre 2007, la casa degli ospiti vasta 1337,3 metri quadrati è stata venduta per una somma di 36,5 milioni di dollari. La ragione presunta per tale vendita era che Bandar era troppo occupato per godere del palazzo. Infine, nel giugno 2012, ha venduto il suo ranch di Aspen per 49 milioni di dollari alla Starwood Mountain Ranch LLC. Si diceva che il miliardario John Paulson fosse l'acquirente di Hala Ranch. In seguito Paulson ha dato conferma di questo.

## Altri incarichi
Bandar bin Sultan è un membro del consiglio della Fondazione Sultan bin Abd al-Aziz.

## Donazioni
Nel 1990, il principe Bandar ha donato una somma sconosciuta per finanziare la costruzione del Centro di Studi Islamici di Oxford.

## Riconoscimenti
Nel 2001, ha ricevuto una laurea honoris causa in legge dalla Howard University.